# Sei Parte Ormai Di Me
«Sei Parte Ormai Di Me» («Ahora eres parte de mí» en español) es una canción en italiano creada para el cuarteto de crossover clásico Il Divo, incluida en su disco homónimo «Il Divo» (2004).
La canción fue escrita y compuesta por Andreas Romdhane, Josef Larossi, Brian Mcfadden, Shane Filan y Matteo Saggese.